# Manuel Ntumba
Manuel Ntumba est un inventeur, conseiller, géostratège et expert en information géospatiale congolo-togolais. Il est le fondateur et dirigeant du partenariat mondial public-privé Tod'Aérs Global Network (TGN).
Ntumba est actuellement Conseiller de la jeunesse sur la réduction des risques de catastrophe auprès de l’Union africaine (UA). En juin 2023, il est élu nouveau président du Conseil consultatif de la jeunesse de l'Union africaine sur la réduction des risques de catastrophe (AYAB/DRR), un conseil coordonné par le Département de l'agriculture, du développement rural, de l'économie bleue et de l'environnement durable (DARBE), l'Unité de Réduction des Risques de Catastrophe (RRC) et la Division de la jeunesse de la Commission de l'Union africaine (CUA),;
Ntumba travaille également en tant que Consultant pour Airbus Intelligence, une division de Airbus Defence and Space (ADS), où il est chargé des relations publiques (RP) et des stratégies de communication pour l'utilisation de l'intelligence géospatiale et des données satellitaires pour aborder le développement durable, l'innovation technologique, et progrès socio-économique en Afrique, en Amérique latine et dans les Caraïbes.

## Biographie
Ntumba naît d'un père congolais originaire de la République démocratique du Congo et d'une mère togolaise. Il est diplômé en ingénierie avec une spécialisation en télécommunications par satellite et en géoinformatique,. Il est également titulaire d'un master en administration des affaires (MBA), spécialisé en gouvernance et économie internationale de l'école de commerce Porto Business School de l'université de Porto. Depuis 2022, il est également un alumni en politiques publiques et gestion de la Young African Leaders Initiative (YALI) , une initiative du département d'État des États-Unis lancée en 2010 par le président Barack Obama,.
De juin 2022 à juin 2023, il est membre de la délégation diplomatique auprès du comité des Nations unies sur la gestion de l'information géospatiale à l'échelle mondiale (UN-GGIM), au sein du Conseil économique et social des Nations unies (CESNU-ECOSOC),,

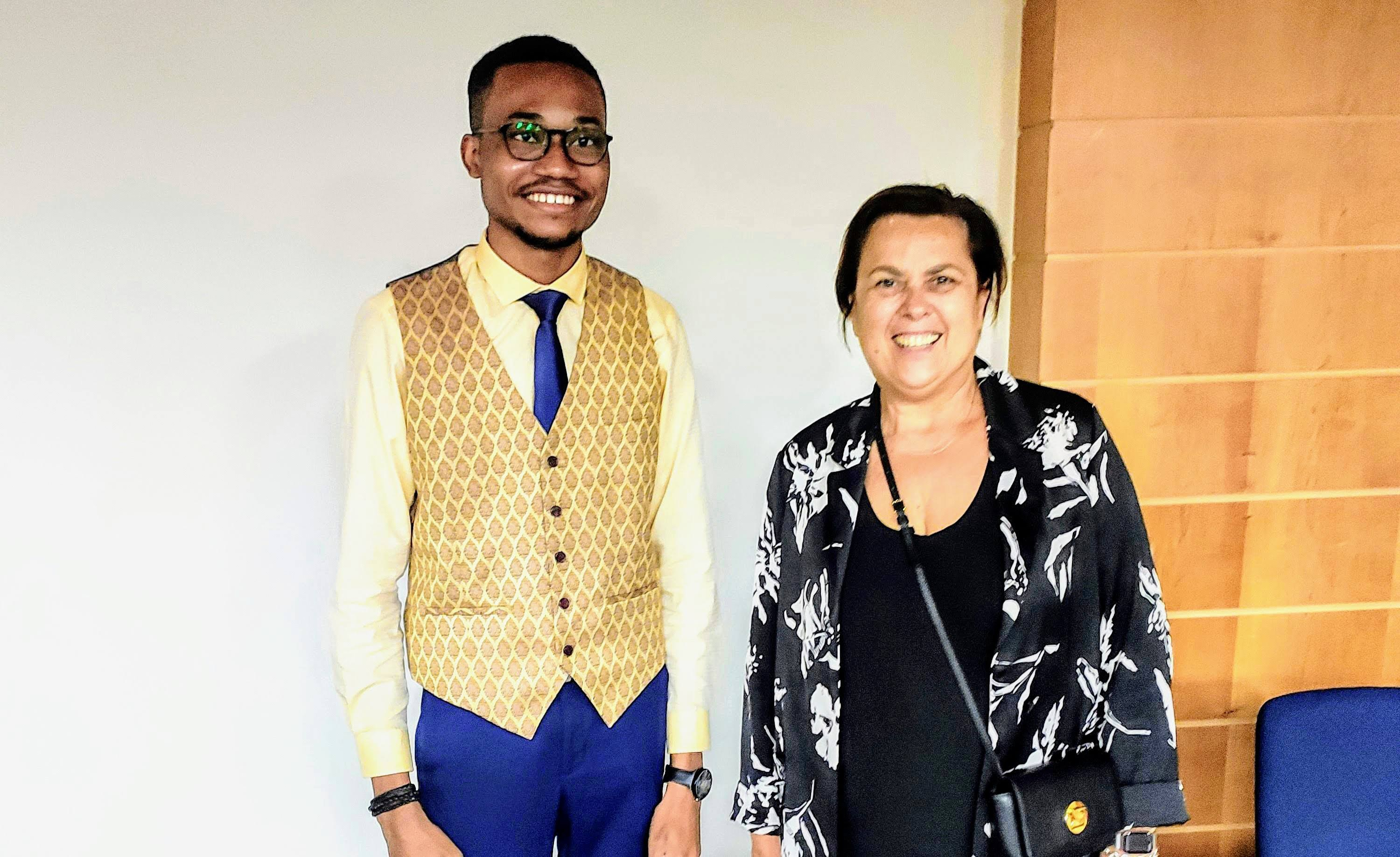
Manuel Ntumba avec la directrice du Bureau des affaires spatiales des Nations unies Simonetta Di Pippo en octobre 2021.

De mai 2021 à mai 2022, Ntumba est responsable des partenariats régionaux au Conseil consultatif de la génération spatiale (SGAC) en soutien au Programme des Nations unies sur les applications spatiales, affilié au Bureau des affaires spatiales des Nations unies (UNOOSA) basé à Vienne en Autriche. Il y supervise les partenariats stratégiques régionaux pour tous les 54 pays africains membres des Nations Unies (ONU),.
Il a suivi un programme de niveau exécutif en technologie financière et économie numérique de la société financière internationale (groupe de la Banque mondiale) et Alipay (groupe Alibaba). En 2021, Il travaille comme conseiller sur les affaires spatiales et l'intelligence géospatiale auprès du panel présidentiel de l'Union africaine (UA) pour l'exercice 2021-2022, précédemment présidé par le président de la République démocratique du Congo Félix Tshisekedi. Il y travaille avec Raïssa Malu, membre du panel présidentiel, sur l'élaboration d'une feuille de route sur l'utilisation des technologies spatiales, la transformation numérique et les applications géospatiales dans la réalisation des objectifs de l'agenda 2063 de l'Union africaine,,,.
Ceci aboutit plus tard à la mise en œuvre du tout premier Forum africain sur le progrès géospatial et socio-économique (AfGSEP Forum) sous le thème « les technologies spatiales au service du développement durable en Afrique ». Le forum est organisé en marge de la neuvième édition de la Semaine de la science et des technologies (SST), en collaboration avec l'UNESCO-RDC, le ministère de l'Enseignement primaire, secondaire et technique et Tod'Aérs Global Network,.
Ntumba a travaillé comme expert en information géospatiale et en observation de la Terre au sein du consortium sur l'observation de la Terre et l'information géospatiale de l'Erasmus+ Sector Skills Alliance de l'Union européenne, aux côtés d'experts venus de toute l'Europe,,.
Il fonde Tod'Aérs Global Network en 2020, un partenariat public-privé mondial, établi dans le but de soutenir le développement durable mondial, l'innovation technologique, et le progrès socio-économique dans le monde. Le réseau lance en 2022 l'initiative mondiale sur les politiques de développement,,,.
En janvier 2022, Ntumba présente une conférence TED sur « Les technologies géospatiales au service du progrès socio-économique ». Il recommande le recours à une solution géospatiale pour le progrès socio-économique et le développement durable,. Dans sa présentation, Ntumba explore des solutions basées sur les applications des technologies géospatiales dans la perspective d’une résilience climatique et un développement plus durable face au changement climatique,.